# Lude godine
Lude godine (srp. Луде године) su bile filmski serijal od deset nastavaka koji je režirao Zoran Čalić, a scenarij pisao Jovan Marković. Prvobitno je bilo zamišljeno da to bude priča o mladima koji dolaze u sukob sa zakonom i o njihovim prvim iskustvima sa seksom. Međutim, uskoro je prevagnula ideja da serijal ipak bude komedija zbog dva glavna lika - Žike Pavlovića, kojeg je igrao Dragomir Bojanić, i Milana Todorovića kojeg je igrao Marko Todorović.

## Glumci
- Jelena Žigon - svih 10 nastavaka
- Rialda Kadrić - 8
- Vladimir Petrović - 8
- Bata Živojinović - 5
- Ljiljana Janković - 5
- Vesna Čipčić - 4
- Nikola Kojo - 3

## Serijal
- Lude godine - 1977.
- Došlo doba da se ljubav proba - 1980.
- Ljubi, ljubi al' glavu ne gubi - 1981.
- Kakav djed, takav unuk - 1983.
- Idi mi, dođi mi - 1983.
- Šta se zgodi kad se ljubav rodi - 1984.
- Žikina dinastija - 1985.
- Druga Žikina dinastija - 1986.
- Treća Žikina Dinastija - 1988.
- Žikina ženidba - 1992.